# Dan Brzokoupil
Dan Brzokoupil (* 8. Mai 1947) ist ein ehemaliger schwedischer Fußballspieler. Der Offensivspieler, der 1970 und 1971 in insgesamt fünf Länderspielen drei Tore erzielte, gewann mit Landskrona BoIS den schwedischen Landespokal.

## Werdegang
Brzokoupil begann seine Fußballkarriere bei Djurgårdens IF. Im Laufe der Spielzeit 1967 debütierte er für den Klub an der Seite von Claes Cronqvist, Sven Lindman und Jan-Erik Sjöberg in der Allsvenskan. Im ersten Jahr nur Ergänzungsspieler, etablierte er sich ab der folgenden Spielzeit in der Stammformation und bestritt 20 der 22 Ligaspiele. Lediglich aufgrund des schlechteren Torverhältnisses verpasste er mit der Mannschaft als Tabellenvierter hinter den punktgleichen Östers IF, der erstmals Landesmeister wurde, Malmö FF und IFK Norrköping den Von-Rosens-Pokal für die Landesmeisterschaft.
In den folgenden Jahren reifte Brzokoupil zum regelmäßigen Torschützen. Mit zehn Saisontoren belegte er in der Spielzeit 1969 als bester Schütze seines Vereins den sechsten Rang der Torschützenliste. Nachdem er auch in der anschließenden Spielzeit erfolgreich auf Torejagd gegangen war, lud ihn Nationaltrainer Orvar Bergmark im August 1970 anlässlich eines Freundschaftsspiels gegen die finnische Nationalmannschaft erstmals in die schwedische Nationalmannschaft ein. Als Einwechselspieler für Hans Johansson kam er zu seinem Länderspieldebüt. Bei seinem nächsten Länderspieleinsatz, einem 4:2-Erfolg über Norwegen im September, trug er sich erstmals in der Nationalelf in die Torschützenliste ein. Am Ende der Spielzeit belegte er mit neun Saisontoren den geteilten dritten Platz der Torschützenliste der Allsvenskan und gehörte mit sieben Toren in der Spielzeit 1971 auch zu den besten Torschützen der Liga.
Anfang 1972 wechselte Brzokoupil innerhalb der Allsvenskan zu Landskrona BoIS. An der Seite von Roger Karlsson, Torbjörn Lindström, Claes Cronqvist und Sonny Johansson zog er mit dem Klub im Sommer ins Pokalfinale gegen IFK Norrköping ein, das durch einen 3:2-Erfolg nach Verlängerung durch Tore von Cronqvist und dem zweifachen Torschützen Lindström gewonnen wurde. Nach 28 Toren in insgesamt 123 Spielen beendete er Mitte der 1970er Jahre seine Karriere beim Klub.